# Луцій Кассій Лонгін (консул 107 до н. е.)
Луцій Кассій Лонгін (лат. Lucius Cassius Longinus) — консул 107 до н. е..

## Біографія
Луцій Кассій Лонгін обирався консулом Римської республіки у 107 до н. е. разом з Гаєм Марієм.
Бувши претором в 111 до н. е., Луцій Кассій Лонгін був посланий в Нумідію, з метою змусити приїхати в Рим її царя Югурту та мав повноваження надати тому гарантії безпеки. Югурта не довіряв не тільки претору, але і всім запевненням римського народу в його безпеці, а тому захопити його вдалося лише через сім років завдяки хитрості Сулли Щасливого. У часи консульства, спільно з Марієм Лонгін вирушив до Південної Галлії як головнокомандувач, щоб протидіяти вторгненню ворожих племен варварів і перш за все кімврів. Експедицію спіткав повний крах, і Лонгін загинув в битві поблизу від Бурдігали (сучасного Бордо), на території, що належала галльському племені аллоброгів, під час війни з представниками клану тігурінів на чолі із Дівиконом.

## Родина
- Луцій Кассій Лонгін, народний трибун 104 року до н. е.

1. 1 2 3 4 5 6 7  Digital Prosopography of the Roman Republic
2. 1 2  Thomas Robert Shannon Broughton The Magistrates of the Roman Republic — Society for Classical Studies, 1951. — ISBN 0-89130-812-1, 0-89130-811-3